# ASM Belfort
Association Sportive Municipale Belfortaine Football Club – francuski klub piłkarski z siedzibą w mieście Belfort, występujący w Championnat National 2.

## Historia
Chronologia nazw:
- 1947: ASP Belfortains
- 1971: ASM Belfort

Klub został założony w 1947 roku jako Association Sportive des Patronages Belfortains (ASP Belfortains), zaś w 1971 roku połączył się z US Belfort, tworząc ASM Belfort.

## Występy w lidze
| Liga                 | Poziom | Lata                                       | Nazwa       |
| -------------------- | ------ | ------------------------------------------ | ----------- |
| CFA                  | III    | 1947–1948                                  | US Belfort  |
| Division 3           | III    | 1972–1973, 1974–1975, 1976–1982, 1983–1984 | ASM Belfort |
| Championnat National | III    | 2015–2017                                  | ASM Belfort |

## Reprezentanci kraju grający w klubie
| - John Glélé - David Kiki - Marius Mbaiam - Loïc Baal - Steve Haguy | - Youssouf Ahamadi - Arkane Mohamed - Famara Diédhiou - Francileudo dos Santos |